# Adolf Hausrath
Adolf Hausrath, teólogo, professor em Heidelberg
Vista da sepultura.
Adolf Hausrath (pseudônimo: George Taylor; Karlsruhe, 13 de janeiro de 1837 — Heidelberg, 2 de agosto de 1909) foi um teólogo e escritor protestante alemão. Ao lado de Felix Dahn e Georg Ebers, Hausrath foi considerado o principal representante do chamado “romance do professor”, usado para descrever um tipo de romance histórico-cultural criado por cientistas, particularmente na literatura alemã da segunda metade do século XIX.

## Biografia
Seu pai, August Hausrath (1806–1847), era um pregador respeitado e, juntamente com Karl Zittel e Emil Otto Schellenberg, líder do partido liberal.
Hausrath estudou teologia e filosofia protestante em Göttingen, Berlim, Jena e Heidelberg. Durante seus estudos em Jena, tornou-se membro da fraternidade Arminia auf dem Burgkeller em 1856/1857. Entre seus professores acadêmicos estavam Johann Gustav Droysen, Karl von Hase e Kuno Fischer. Em 1861, obteve seu doutorado em teologia em Berlim e tornou-se vigário em Heidelberg, onde se habilitou em 1862. Em 1864, tornou-se assessor do Conselho sênior da igreja protestante de Baden em Karlsruhe, em 1867 professor associado e em 1872 professor titular de exegese do Novo Testamento e história da igreja em Heidelberg. Em 1889, foi membro da primeira câmara da Assembleia de Propriedades de Baden como representante da Universidade de Heidelberg. Pouco antes de sua morte, foi aceito como membro associado da Academia de Ciências e Humanidades de Heidelberg.
Em 1864, Hausrath casou-se com uma filha do funcionário do governo e escritor Georg Friedrich Fallenstein (1790–1853), Henriette Fallenstein (1840–1895), irmã da mãe de Max Weber, Helene (1844–1919), e da esposa de Hermann Baumgarten, Ida (1837–1899). Eles tiveram onze filhos, oito dos quais chegaram à idade adulta, incluindo August (1865–1944) e Hans Hausrath (1866–1945). Até sua morte, Hausrath viveu com sua família na Villa Fallenstein, Ziegelhäuser Landstraße 17; Max e Marianne Weber o sucederam como inquilinos. Assim como sua esposa, ele foi enterrado no cemitério Bergfriedhof (Heidelberg).

## Obra e significado
Hausrath era um liberal convicto, tanto em termos eclesiásticos quanto políticos. Sob a influência de seus professores de Heidelberg, Richard Rothe (sobre quem escreveu uma biografia) e Ludwig Häusser, ele participou da fundação da Associação Protestante Alemã e se tornou seu primeiro secretário. Suas obras sobre o Novo Testamento e a história da igreja são principalmente de natureza biográfica (a mais amplamente divulgada foi uma biografia popular de Martinho Lutero). Seu valor acadêmico é limitado; no entanto, assim como os romances de Hausrath, eles são caracterizados pela empatia psicológica. Como Heinrich von Treitschke (cuja biografia também escreveu), ele via o protestantismo como a principal cultura do império; em contrapartida, lutava contra o catolicismo e a social-democracia. Os escritos de Hausrath não estão livres de traços antissemitas.

## Honras
- Em 1869, a Faculdade Teológica Protestante da Universidade de Viena concedeu a Adolf Hausrath um doutorado honorário em teologia.
- Em 1903, ele recebeu um doutorado honorário da Faculdade de Filosofia da Universidade de Heidelberg.
- Em 1906, o Grão-Duque Frederico I de Baden o nomeou Conselheiro Privado.
- Em 1907, por ocasião de seu septuagésimo aniversário, recebeu o título de cidadão honorário da cidade de Heidelberg.

## Obras selecionadas
- Der Ketzermeister Konrad von Marburg. Groos, Heidelberg 1861. (versão digitalizada)
- Neutestamentliche Zeitgeschichte (2.ª edição, Heidelberg 1877–1879, 4 volumes, da qual sua obra Der Apostel Paulus (2.ª edição, 1872) constitui um trecho)
- Religiöse Reden und Betrachtungen. Leipzig 1873; 2.ª edição, 1882.
- David Friedrich Strauß und die Theologie seiner Zeit. Heidelberg 1877–1878, 2 volumes
- Kleine Schriften religionsgeschichtlichen Inhalts. Leipzig 1883.
- Peter Abälard. Leipzig 1893.
- Weltverbesserer im Mittelalter. Leipzig 1895.
- Geschichte der theologischen Facultät zu Heidelberg im 19. Jahrhundert. Heidelberg 1901.
- Zur Erinnerung an Heinrich von Treitschke. Alte Bekannte. Gedächtnisblätter II, Leipzig 1901 (em inglês: The Life of Treitschke. In: Treitschke: his life and works. Translated into English for the first time. Londres : Jarrold, 1914)
- Richard Rothe und seine Freunde. 2 volumes, Berlim 1902–1906.
- Luthers Leben. Berlim 1904.

Sob o pseudônimo George Taylor publicou os romances históricos:
- Antinous (Leipzig 1880, 6ª edição, 1886);
- Klytia (Leipzig. 1883, 5ª edição, 1884);
- Jetta (Leipzig 1884);
- Elfriede (Leipzig 1885);
- Pater Maternus (Leipzig 1898);
- Potamiäna (Stuttgart 1901).